# 司马文荣
司马文荣（？—419年），河内郡温县（今河南省焦作市温县）人，东晋宗室。

## 生平
元熙元年（419年），东晋宗室大多逃亡到黄河以南。当时邵平率领部曲及并州乞活军一千多家屯驻在金镛城，迎接逃亡的司马文荣为主人。当时逃亡的东晋宗室司马顺明也率领五千人驻扎在陵云台，他派人刺杀了司马文荣。